# Alexandra Muñoz
Alexandra Muñoz (ur. 16 sierpnia 1992 w Peru) – peruwiańska siatkarka, grająca na pozycji rozgrywającej. Obecnie występuje w drużynie Geminis Comas.

## Sukcesy klubowe
Mistrzostwo Peru:
- 2011

## Sukcesy reprezentacyjne
Mistrzostwa Ameryki Południowej Kadetek:
- 2008

Mistrzostwa Ameryki Południowej Juniorek:
- 2010
- 2008

Puchar Panamerykański Juniorek:
- 2011

Mistrzostwa Ameryki Południowej:
- 2015
- 2011, 2013

## Nagrody indywidualne
- 2011: Najlepsza rozgrywająca i zagrywająca Pucharu Panamerykańskiego Juniorek
- 2016: Najlepsza rozgrywająca Pucharu Panamerykańskiego